# Zunzgen
Zunzgen é uma comuna da Suíça, situada no distrito de Sissach, no cantão de Basileia-Campo. Tem 6,87 km² de área e sua população em 2018 foi estimada em 2.560 habitantes.